# Kryptografická hašovací funkce

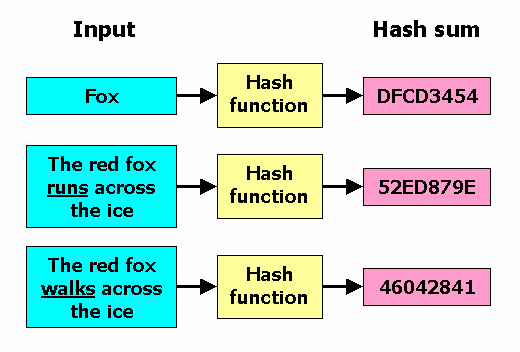
Diagram znázorňující základní koncepty hašování. Hash - zde v růžové - má pro všechny zprávy pokaždé stejnou délku. I drobná změna vstupní zprávy - mezi druhým a třetím řádkem - zapříčiní velkou změnu hashe.

Kryptografická hašovací funkce je v kryptografii hašovací funkce s takovými vlastnostmi, které umožňují její použití v aplikacích zabezpečení informací, jako například autentizace nebo zaručení integrity zprávy.

## Bezpečnost
Nejdůležitější je následující trojice vlastností, která určuje obtížnost napadení hashovací funkce. Obtížností se v tomto kontextu myslí výpočetní složitost, která by měla být za současných technologických možností mimo možnosti reálného použití:
1. Odolnost vůči získání předlohy. Pro daný hash c je obtížné spočítat x takové, že h(x)=c (hashovací funkce je jednosměrná).
2. Odolnost vůči získání jiné předlohy. Pro daný vstup x je obtížné spočítat y  takové, že h(x)=h(y).
3. Odolnost vůči nalezení kolize. Je obtížné systematicky najít dvojici vstupů (x,y), pro které h(x)=h(y).

Další obvyklé požadavky zahrnují:
- Nekorelovatelnost vstupních a výstupních bitů, kvůli znemožnění statistické kryptoanalýzy.
- Odolnost vůči skoro-kolizím. Je obtížné nalézt x a y taková, že h(x) a h(y) se liší jen v malém počtu bitů.
- Lokální odolnost vůči získání předlohy. Je obtížné najít i jen část vstupu x ze znalosti h(x).

## Známé hashovací funkce
- Message-Digest algorithm – oblíbená MD5, ale již prolomená funkce. Od srpna 2004 je veřejně znám postup pro nalezení kolizního páru zpráv.[1]
- Secure Hash Algorithm (SHA):
  - SHA-1 – oblíbená, ale již prolomená funkce. V únoru 2005 byl zveřejněn objev algoritmu, který umožňuje nalézt kolizi podstatně rychleji než hrubou silou. Výpočetní náročnost je ale stále mimo současnou techniku.
  - SHA-2 – rodina 4 hashovacích funkcí (SHA-256, SHA-384, SHA-512 a SHA-224), které jsou součástí standardu FIPS 180-2[2] a u kterých dosud nebyly nalezeny žádné bezpečnostní slabiny.
- Tiger (hash) – funkce z roku 1995, používána v peer-to-peer aplikacích.